# Giuseppe Nembrini
Giuseppe Nembrini (Grumello del Monte, 28 dicembre 1921 – Mongardino, 24 marzo 1945) è stato un militare italiano, insignito della medaglia d'oro al valor militare alla memoria nel corso della seconda guerra mondiale.

## Biografia
Nacque a Grumello del Monte (Bergamo) nel 1921, figlio di Alessandro e Rosa Belotti. 

Nel corso del 1941 fu chiamato a prestare servizio militare nel Regio Esercito, e dovette abbandonare il suo lavoro presso un albergo di Milano. Arruolato come paracadutista, fu assegnato al 184º Reggimento della Divisione "Nembo" che, al momento dell'armistizio dell'8 settembre 1943, si trovava acquartierata in Sardegna.
Partecipò ai combattimenti contro le truppe tedesche di stanza sull'isola, che furono costrette ad abbandonare la Sardegna per ritirarsi in Corsica.

Ritornò sul continente quando si stavano costituendo i Gruppi di Combattimento che dovevano prestare servizio a fianco delle truppe alleate. Assegnato come Granatiere all'88º Reggimento fanteria del Gruppo da Combattimento "Friuli", venne inquadrato nel III° Battaglione, raggiungendo in poco tempo il grado di Caporale maggiore.

Durante i combattimenti sul fronte del Senio, preludio alla liberazione della città di Bologna, il 24 marzo 1945 fu mortalmente ferito a Mongardino, ma riuscì comunque a portare a termine la sua missione. Per il coraggio dimostrato in questo frangente venne decorato con la medaglia d'oro al valor militare alla memoria.
In suo ricordo il comune di Grumello del Monte gli ha intitolato una via.

### Fonti
1. 1 2 3 4  Grumello Comunità Giovani n.43, novembre 2011, p. 5.
2. ↑   biografia, su biografieresistenti.isacem.it. URL consultato il 26 aprile 2021.
3. 1 2 3 4 5 6 7 8 9  Il Granatiere n.1, gennaio-marzo 2010, p. 11.
4. 1 2  Il Granatiere n.1, gennaio-marzo 2010, p. 10.
5. ↑  Quirinale - scheda - visto 23 marzo 2023
6. ↑  Registrato alla Corte dei Conti il 9 giugno 1946, guerra, registro 7, pagina 200.